# Francisco de Oviedo
 (décembre 2023).
Si vous disposez d'ouvrages ou d'articles de référence ou si vous connaissez des sites web de qualité traitant du thème abordé ici, merci de compléter l'article en donnant les références utiles à sa vérifiabilité et en les liant à la section « Notes et références ».
Francisco de Oviedo, né en 1602 à Madrid, et mort le 9 février 1651 à Alcalá de Henares, est un philosophe et jésuite espagnol.

## Biographie
Francisco de Oviedo entre dans la Compagnie de Jésus le 7 mars 1619 dans la Province de Tolède. Il enseigna 2 ans les humanités dans différents collèges, 5 ans la philosophie à ceux d'Oropesa et d'Alcalá de Henares, puis 23 ans la théologie morale au Collège impérial de Madrid et la théologie scolastique aux collèges d'Alcalá de Henares et de Madrid. Il était également qualificateur du Saint Office. Il mourut au collège d'Alcalá de Henares. Son cours de philosophie fut un manuel fort influent, et devint, avec celui d'Arriaga, presque symbolique de la scolastique du XVIIe siècle (Bayle l'utilise beaucoup).

## Œuvres
- Integer cursus philosophicus ad unum corpus redactus in summulas, logicam, physicam, de coelo, de generatione, de anima, et metaphysicam distributus, 2 vols, Lyon, Jacques Cardon, 1640 ; Secunda editio ab authore aucta et a pluribus quibus scatebat mendis expurgata, Lyon, 1651 ; Editio tertia, Lyon, 1663 ;
- Tractatus theologici, scholastici et morales respondentes primae secundae D. Thomae, Lyon, 1646 ;
- Tractatus theologici, scholastici et morales de virtutibus Fide, Spe, et Charitate, Lyon, 1651.